# Francisco Peralta y Ballabriga
Francisco Peralta y Ballabriga (* 15. August 1911 in Híjar, Provinz Teruel, Aragonien; † 23. August 2006 ebenda) war von 1955 bis 1978 römisch-katholischer Bischof von Vitoria.

## Leben
Francisco Peralta y Ballabriga am 28. März 1936 das Sakrament der Priesterweihe.
Papst Pius XII. ernannte ihn 1955 zum Bischof von Vitoria. Die Bischofsweihe spendeten ihm am 20. März 1955 Ildebrando Antoniutti, Apostolischen Nuntius in Spanien, und die Mitkonsekratoren Erzbischof Rigoberto Domenech y Valls und Erzbischof José María Bueno y Monreal.
Er war Ratsmitglied während des Zweiten Vatikanischen Konzils.

## Bibliografie
- Mariano Laborda: Recuerdos de Híjar. Centro de Iniciativas Turísticas del Cuadro Artístito de Híjar, 1980.
- Mariano Laborda: Recuerdos de Híjar 2. Centro de Iniciativas Turísticas del Cuadro Artístito de Híjar, 1993.